# Comté de Coffee (Alabama)
Pour les articles homonymes, voir Comté de Coffee.
Le comté de Coffee est un comté des États-Unis situé dans l'État de l'Alabama.

## Démographie
| 1850  | 1860  | 1870  | 1880  | 1890   | 1900   |
| ----- | ----- | ----- | ----- | ------ | ------ |
| 5 940 | 9 623 | 6 171 | 8 119 | 12 170 | 20 972 |

| 1910   | 1920   | 1930   | 1940   | 1950   | 1960   |
| ------ | ------ | ------ | ------ | ------ | ------ |
| 26 119 | 30 070 | 32 556 | 31 987 | 30 720 | 30 583 |

| 1970   | 1980   | 1990   | 2000   | 2010   | - |
| ------ | ------ | ------ | ------ | ------ | - |
| 34 872 | 38 533 | 40 240 | 43 615 | 49 948 | - |

### Comtés limitrophes
| Comté de Crenshaw  | Comté de Pike   | Comté de Pike   |
| Comté de Covington | Comté de Coffee | Comté de Dale   |
| Comté de Covington | Comté de Geneva | Comté de Geneva |